# خوسيه لويس خيمينيز
خوسيه لويس خيمينيز (بالإسبانية: José Luis Jiménez)‏ (8 أغسطس 1983 في تشيلي - ) هو لاعب كرة قدم تشيلي في مركز الهجوم. لعب مع سانتياغو واندررز وتراساندينو دي لوس أنديس ‏ وديبورتيس نافال ونادي كوبريلوا وأونيفرسيداد دي كونسيبسيون ‏.

## وصلات خارجية
- خوسيه لويس خيمينيز على موقع قاعدة بيانات كرة القدم.إي يو (الإنجليزية)
- خوسيه لويس خيمينيز على موقع Soccerway.com (الإنجليزية)
- خوسيه لويس خيمينيز على موقع AS.com (الإسبانية)